# KkStB 151 sorozat
| ÖNWB Ve 193 „Hans Gasser“        |                                        |                                        |                                        |         |         |
| Pályaszám                        | MÁV 351.001-011 majd MÁV 336II.001-011 | MÁV 351.001-011 majd MÁV 336II.001-011 | MÁV 351.001-011 majd MÁV 336II.001-011 |         |         |
| Gyártó                           | StEG                                   | StEG                                   | StEG                                   |         |         |
| Gyártásban                       | 1871                                   | 1886                                   | 1891                                   |         |         |
| Jelleg                           | C-n2                                   | C-n2                                   | C-n2                                   |         |         |
| Hajtókerék-átmérő                | 1185 mm                                | 1185 mm                                | 1185 mm                                |         |         |
| Csatolt kerekek tengelytávolsága | 3300 mm                                | 3300 mm                                | 3300 mm                                |         |         |
| Össztengelytávolság              | 3300 mm                                | 3300 mm                                | 3300 mm                                |         |         |
| Össztengelytávolság szerkocsival | 10334 mm                               | 10334 mm                               | 10440 mm                               |         |         |
| Hossz                            | 8,270 m                                | 8,270 m                                | 8,066 m                                |         |         |
| Hossza szerkocsival              | 14,439 m                               | 14,452 m                               | 14,521 m                               |         |         |
| Magasság                         | 4,465 m                                | 4,465 m                                | 4,465 m                                |         |         |
| Üres tömeg                       | 30,25 t                                | 30,25 t                                | 30,25 t                                |         |         |
| Tapadási tömeg                   | 34,10 t                                | 34,10 t                                | 34,10 t                                |         |         |
| Szolgálati tömeg                 | 34,10 t                                | 34,10 t                                | 34,10 t                                |         |         |
| Szolgálati tömeg szerkocsival    | 59,90 t                                | 61,60 t                                | 61,10 t                                |         |         |
| Hengerek átmérője                | 435 mm                                 | 435 mm                                 | 435 mm                                 |         |         |
| Dugattyú lökethossza             | 632 mm                                 | 632 mm                                 | 632 mm                                 |         |         |
| Csőfűtőfelület                   | 129,3 m²                               | 129,3 m²                               | 126,6 m²                               |         |         |
| Sugárzó fűtőfelület              | 7,7 m²                                 | 8,3 m²                                 | 8,3 m²                                 |         |         |
| Rostélyfelület                   | 1,70 m²                                | 1,70 m²                                | 1,71 m²                                |         |         |
| Gőznyomás                        | 8,0                                    | 8,5                                    | 10,0                                   |         |         |
| Szerkocsi típusa                 | 23                                     | 23                                     | 23                                     |         |         |
| Vízkészlet                       | 7,5 m³                                 | 7,5 m³                                 | 7,5 m³                                 |         |         |
| Tüzelőanyagkészlet               | 8,3 m³                                 | 8,0 m³                                 | 8,0 m³                                 |         |         |
| Vmax                             | 45 km/h                                | 45 km/h                                | 45 km/h                                | 45 km/h | 45 km/h |

A kkStB 151 egy tehervonati szerkocsisgőzmozdony-sorozat volt amelyeket eredetileg az ÖNWB számára építettek. A mozdonyokat 1871-ben, 1886-ban és 1891-ben gyártotta a StEG.

## Története
Az ÖMWB VIa sorozat C tengelyelrendezésű külsőkeretes, belsővezérlésű mozdony mintájára az ÖMWB-nek 58 db mozdony épült 1871-ben, 1886-ban és 1891-ben különböző gyártóknál.. Méretrei megegyeztek a KFNB Vd sorozat mozdonyaiéval.
Az ÖNWB sorozatjeleket az akkor szokásos módon a szállítócégek szerint feleltették meg: a Vb (Strousberg, Hannover), Vc (Schwartzkopff, Berlin), Vd és Ve (Lokomotivfabrik Floridsdorf, Wien) A mozdonyok 1871-72 között épültek. Az ÖNWB Vd No. 70 „HUMBOLD” nevű mozdonya volt az első mozdonya a florisdorfi mozdonygyárnak. Az államosításkor a mozdonyok a kkStB-hez kerültek s a 151 pályaszámsorozatot kapták.
Az első világháború után a megmaradt mozdonyok a ČSD-hez kerültek és a 312.2 sorozatszámot kapták. 1939 és 1949 között a MÁV állományába kerültek ahol pedig a 351-es (később 336II) sorozatba lettek besorozva és a 001-011 pályaszámokat kapták.

## Fordítás
Ez a szócikk részben vagy egészben  a   kkStB 151 című német Wikipédia-szócikk fordításán alapul.  Az eredeti cikk szerkesztőit annak laptörténete sorolja fel. Ez a jelzés csupán a megfogalmazás eredetét és a szerzői jogokat jelzi, nem szolgál a cikkben szereplő információk forrásmegjelöléseként.